# Useless ID
Useless ID — панк рок-группа из четырёх человек, основанная в городе Хайфа, Израиль в 1994 году, одна из самых известных израильских панк групп. Исполняют песни в основном на английском языке. Группа посетила с концертами многие страны включая: США, Германию, Францию, Японию, Россию, и т.д.

## История
В свой первый год существования, группа в основном была активна на хардкор сцене, и выпустила два независимых альбома на своем собственном лейбле «Falafel Records», названном в честь любимой еды участников группы — фалафель.
Через два года после основания, участники группы решили выступить в США, сделав шестимесячный тур по всей стране.
Резкий подъем популярности группы произошел в 1999 году, когда фронт-мэн группы The Ataris, Крис Роу (Kris Roe), услышал записи группы и пригласил её записать альбом на студию Kung Fu Records. Альбом, названный Let it Burn, содержал 7 песен группы Ataris, и 8 песен Useless ID. Песня «Too Bad You Don’t Get It» также была выпущена на сборнике Fat Wreck Chords — Short Music for Short People в том — же году. После релиза Let It Burn группа присоединилась к лейблу Kung Fu Records и в 2001 году выпустила третий студийный альбом — Bad Story, Happy Ending. Продюсером альбома был также Крис Роу (Kris Roe).
В 2003 группа выпустила следующий альбом на Kung Fu Records, названный No Vacation from the World, с поддержкой Ангуса Кука (Angus Cooke) и Тони Слая (Tony Sly) из No Use for a Name.
Год спустя команда попала на сборник Rock Against Bush, Vol. 2, с песней «State of Fear», вместе с такими группами как Green Day и Foo Fighters. После возвращения в Израиль, Useless ID выпустили 5-й по счету альбом Redemption. Альбом был записан на студии The Blasting Room в Колорадо, его продюсером выступил Билл Стивенсон (Bill Stevenson).
в 2012 году группа выпускает свой новый альбом "Symptoms".Снимает клипы на песни- "New Misery","Before it Kills". 
В 2015 году вышел акустический альбом вокалиста Yotam Ben Horin'а под названием "California Sounds".
Свой новый альбом, включающий 16 песен, группа вновь записала в Blasting Room (Colorado). На текущий момент запись окончена, и релиз ожидается летом 2016 года.

## Состав

### Текущие участники
- Yotam Ben-Horin — Вокал, Бас (2000-наши дни), Бас, Бэк-вокал (1997—2000)
- Ishay Berger — Гитара, Бэк-вокал (1994-наши дни)
- Guy Carmel — Ритм-гитара, Бэк-вокал (2000-наши дни), Вокал, Ритм-гитара (1994—2000)
- Yonatan Harpak — Барабаны (2004-наши дни)

### Бывшие участники
- Ido Blaustein — Барабаны (2000—2004)
- Ralph Hobri — Барабаны (1994—2000)
- Adi Alkavatz — Бас (1994—1997)

## Дискография

### Студийные альбомы
- 1997 — Dead's Not Punk (Falafel Records/Yo-Yo Records)
- 1999 — Get in the Pita Bread Pit (Falafel Records)
- 2001 — Bad Story, Happy Ending (Kung Fu Records)
- 2003 — No Vacation From The World (Kung Fu Records)
- 2005 — Redemption (Kung Fu Records)
- 2008 — The Lost Broken Bones (Suburban Home Records)
- 2012 — Symptoms (Fat Wreck Chords)

### Мини-альбомы (EP)
- 1995 — Demo (Hashsub) (Falafel Records)
- 1995 — Room of Anger (Falafel Records)
- 1997 — Split with All You Can Eat (Farmhouse Records)
- 1998 — Split with Spyhole (Yo-Yo Records)
- 2000 — Split with Tagtraum (Vitaminepillen Records)
- 2000 — Let it Burn, сплит с The Ataris (Kung Fu Records/Yo-Yo Records)
- 2003 — Split with Man Alive (Dying Is Deadly Records)
- 2004 — Attack of the B-Killers, сплит с Man Alive, Yidcore и Atom and His Package (Boomtown/MGM)
- 2016 — We Don't Want the Airwaves (Fat Wreck Chords)

### Компиляции
- 1996 — Breaking the Cultural Curfew — «Is It Right» (Beer City Records)
- 1998 — No Fate Vol. IV — «Something» (H.G. Fact Records)
- 1999 — Short Music for Short People — «Too Bad You Don’t Get It» (Fat Wreck Chords)
- 2000 — You Call This Music?! Volume 1 — «Lonely Heart» (Geykido Comet Records)
- 2004 — Rock Against Bush Vol. 2 — «State of Fear» (Fat Wreck Chords)
- 2008 — Avoda Ivrit (Hebrew Work) — «Lu Hayiti Pirat» («If I Was a Pirate»)
  - Компиляция из четырёх дисков, посвященная празднованию 60 лет со дня независимости Израиля.

### DVD
- 2006 — Ratfaces Home Videos Presents Useless ID